# Ruth Díaz
Ruth Díaz Muriedas, née le 25 janvier 1975 à Reinosa (Espagne), est une actrice espagnole.

## Biographie
Elle a d'abord commencé le chant dans un groupe, au lycée Corocoto en seconde. Ruth a fait du théâtre à Madrid. Elle a étudié le chant, le théâtre, et la danse à l'université d'Art Dramatique. Elle a commencé sa carrière d'actrice avec Juan Carlos Corazza, et a réussi son premier rôle devant la caméra avec Pape Pérez. Diaz a beaucoup étudié la technique vocale avec Beatriz Pardo.

## Carrière

### Filmographie
Sauf mention contraire, certains titres sont cités en version originale.
| Année | Titre                                            | Personnage                   | Production                |
| ----- | ------------------------------------------------ | ---------------------------- | ------------------------- |
| 2001  | Marujas asesinas                                 | La présentatrice de la météo | Javier Rebollo            |
| 2005  | El Calentito                                     | Carmen                       | Chus Gutiérrez            |
| 2005  | À louer                                          |                              | Jaume Balagueró           |
| 2006  | Locos por el sexo                                | Angélica                     | Javier Rebollo            |
| 2006  | El Ciclo Dreyer                                  | Julia                        | Alvaro del Amo            |
| 2008  | Les Disparus                                     | Malena                       | Paco Cabezas              |
| 2008  | Acción reacción                                  | Belén                        | David Ilundain            |
| 2008  | Y todo va bien                                   | Marta                        | Guillermo Zapata          |
| 2011  | Nos veremos en el infierno                       | Jacinta                      | Javier Rebollo            |
| 2012  | Los días no vividos                              | Teresa                       | Alfonso Cortés Cavanillas |
| 2013  | Ciudad Delirio                                   | Begoña                       | Chus Gutiérrez            |
| 2016  | La Colère d'un homme patient (Tarde para la ira) | Ana                          | Raúl Arévalo              |
| 2019  | Adiós                                            | Eli                          | Paco Cabezas              |
| 2022  | 13 exorcismes                                    | Carmen                       |                           |

### Séries
| Année | Titre                               | Personnage  | Production  |
| ----- | ----------------------------------- | ----------- | ----------- |
| 1999  | El Comisario                        |             | Boca a boca |
| 2000  | Policías, en el corazón de la calle | Pili        | Globomedia  |
| 2001  | Abogados                            | Mónica      |             |
| 2001  | Al salir de clase                   | Rosita      | Boca a boca |
| 2003  | Hospital Central                    | Emma        | Videomedia  |
| 2004  | Maneras de sobrevivir               | Ana         | Telespan    |
| 2006  | Hospital Central                    | Nuria Roche | Videomedia  |
| 2007  | MIR                                 | Nuria Roche | Videomedia  |
| 2009  | Amar en tiempos revueltos           | Elena       | Diagonal TV |
| 2010  | Hospital Central                    | Reyes       | Videomedia  |

## Récompenses et nominations
- 2005 : Prix d'une belle interprétation féminine pour le film El Calentito.
- 2009 : Prix de la meilleure actrice de Villamayor de Santiago au 0,8 Miligramos[1].
- 2016 : Prix de la meilleure actrice de la section Orizzonti à la Mostra de Venise 2016 pour La Colère d'un homme patient.
- Prix Feroz 2017 : meilleure actrice dans un second rôle pour La Colère d'un homme patient (Tarde para la ira)[2]